# 勃極烈
勃極烈（國際音標：[bə(g)i lə]）制度，亦作國論勃極烈制度（見《中國大百科全書》第三版網絡版），是金太祖完颜阿骨打建立的軍國大事參議制度。1115年7月23日（收國元年七月初一日），金太祖完顏阿骨打置諳班、國論、阿買、昊勃極烈，後又於同年10月16日（九月二十七日）改國論勃極烈為忽魯勃極烈、置乙室勃極烈，自此形成金朝有具體分工的勃極烈制度。勃極烈會議負責制訂金朝的政治、經濟、外交、司法、軍事等事務的方針、政策，並由各勃極烈分別執行處理，兼具決策機關、執行機關與軍事機關的機能。金熙宗完顏亶繼位後制訂漢化官制，隨後於1136年4月17日（天會十四年三月十五日）以太保完顏宗翰、太师完顏宗磐、太傅完顏宗幹並領三省事，自此勃極烈制度被完全廢除。

## 沿革

### 設置及職能

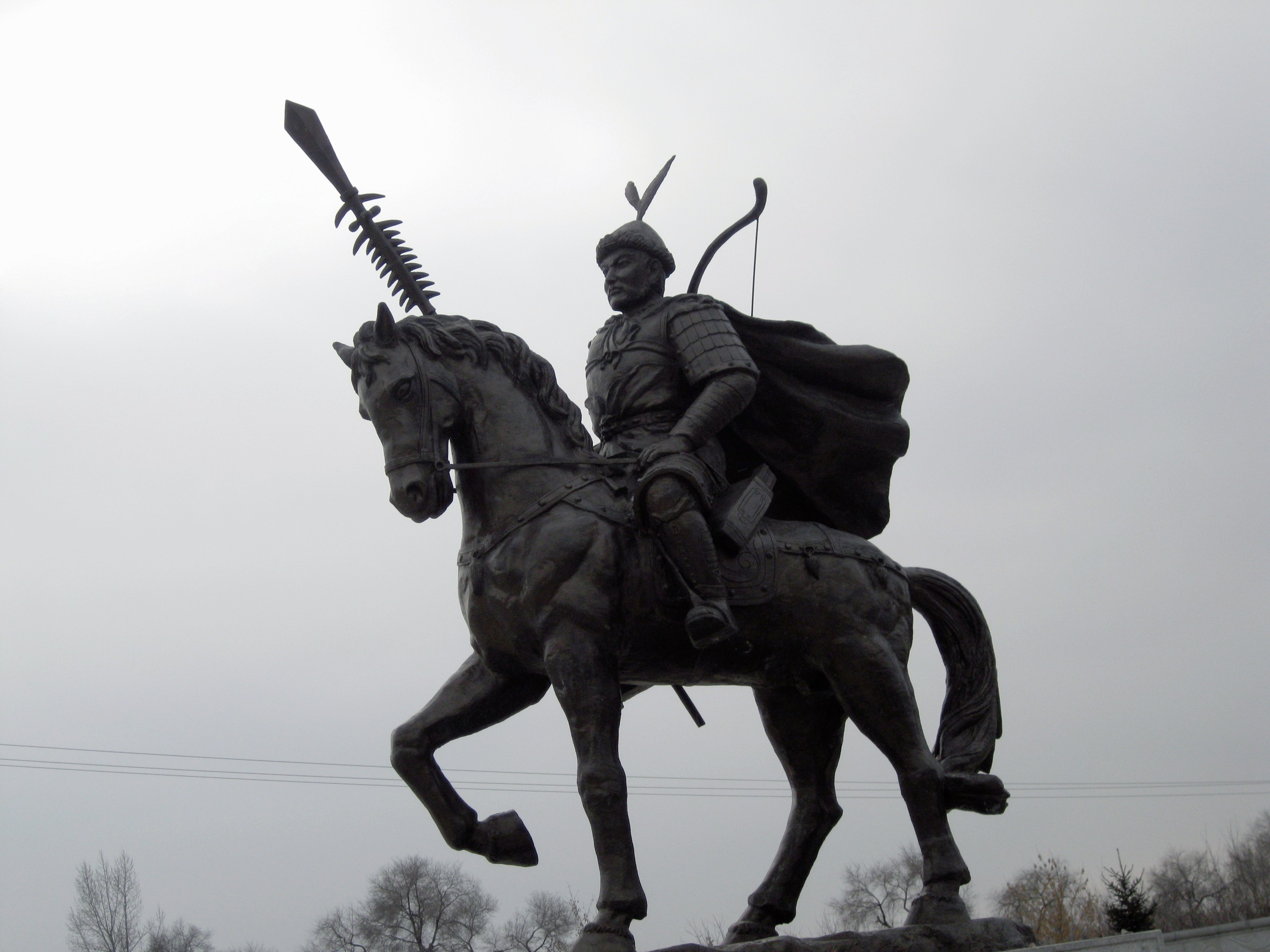
金朝首任諳班勃極烈完顏吳乞買，後繼位為金太宗

據《金史》記載，1115年7月23日（收國元年七月初一日），金太祖完顏阿骨打置諳班、國論、阿買、昊勃極烈，後又於同年10月16日（九月二十七日）改國論勃極烈為忽魯勃極烈、置乙室勃極烈。金朝建立初期共有以下五個勃極烈：
- 諳班勃極烈[註 1]：皇帝的储君，諸勃極烈之首，掌軍政大權，在皇帝出征時監國；
- 忽魯勃極烈[註 2]：居諳班勃極烈之下，與諸勃極烈共同參與、決定軍國大事；為內外諸軍都統；
- 阿舍勃極烈[註 3]：居諸勃極烈第三位，參議軍國大事，諳班勃極烈的副手；
- 昊勃極烈[註 4]：武官，統率軍隊征戰、平叛、維持治安，同時與諸勃極烈共同參議軍國大事；
- 移賚勃極烈[註 5]：處理外交事務、參議軍國大事、統領軍隊。

除諳班勃極烈與本即有“國論”前綴的國論勃極烈（忽魯勃極烈的別名）外，以上勃極烈職稱實際上均冠“國論”前綴（如忽魯勃極烈的全名為“國論忽魯勃極烈”）；“國論”一詞在此有“尊貴”的意思。除諳班勃極烈外，諸勃極烈的職稱在金太祖完顏阿骨打與金太宗完顏吳乞買在位期間經常發生變化。除以上勃極烈外，另設迭勃極烈以輔佐諸勃極烈，但不冠“國論”前綴，且並非勃極烈會議的一員，地位低於諸勃極烈。勃極烈會議負責制訂金朝的政治、經濟、外交、司法、軍事等事務的方針、政策，並由各勃極烈分別執行處理，兼具決策機關、執行機關與軍事機關的機能。
1123年9月27日（天輔七年九月初六日），金太宗完顏吳乞買繼位，而忽魯勃極烈在其在位期間的職能由內外諸軍都統轉變為主持建立各種政治、禮儀制度。1125年11月3日（天會三年十月初七日），金朝以諳班勃極烈完顏斜也兼領都元帥、移賚勃極烈完顏宗翰兼左副元帥先鋒伐宋，《中國大百科全書》第三版網絡版稱作為金朝最高軍事機構的“都元帥府”於此時建立，以統領金朝軍隊，而勃極烈會議亦逐漸成為金朝最高政治、軍事的決策、審議機關。1132年4月26日（天會十年四月初九日），金太宗完顏吳乞買改置阿舍、昊、移賚勃極烈為左、右勃極烈（均冠「國論」前綴），其中左勃極烈即原阿舍勃極烈，而右勃極烈即原移賚勃極烈。
《三朝北盟會編》載趙子砥《燕雲錄》稱金太祖完顏阿骨打建國時與羣臣立下國庫財物惟發兵時方可動用的誓約，繼位後的金太宗完顏吳乞買曾一度違反其兄立下的誓約，並被諳班勃極烈完顏斜也發現，斜也隨後告知移賚勃極烈完顏宗翰此事，宗翰遂與諸勃極烈追究吳乞買違背誓約之罪，諸勃極烈於是扶吳乞買下殿，並將其杖責二十，杖責完畢後諸勃極烈復扶吳乞買上殿，以斜也與宗翰為首的諸勃極烈再向吳乞買謝罪。

### 廢除
金太宗完顏吳乞買在位末年時，金朝已構思並開展部分漢化改革。金熙宗完顏亶繼位時尚年少，故而以遼降官、漢人韓昉與北宋儒生為師，學習漢文化與漢人的治國經驗，隨後更開展大規模的制度改革，史稱「天眷改制」，其操作原則與細部規範仿襲唐宋，主要內容除整編官員管理制度為單一的授官系統外，亦包括調整中央政府架構，制訂漢化官制，加強宰相權力，取代原有的勃極烈制度，以限制貴族對政事的干預。1136年4月17日（天會十四年三月十五日），金熙宗完顏亶以太保完顏宗翰、太師完顏宗磐、太傅完顏宗幹並領三省事，自此勃極烈制度被完全廢除。

## 勃極烈列表
下列人名一律以《金史》為準，本紀、列傳有衝突時從本紀，太祖紀、太宗紀有衝突時從太祖紀。

### 改制前
1115年7月23日（收國元年七月初一日），金太祖完顏阿骨打置諳班、國論、阿買、昊勃極烈，是為金朝勃極烈制度之始。
| 日期                                    | 諳班勃極烈 | 忽魯勃極烈 | 阿舍勃極烈 | 昊勃極烈   | 移賚勃極烈   | 具體更動情況    | 參考資料 |
| --------------------------------------- | ---------- | ---------- | ---------- | ---------- | ------------ | --------------- | -------- |
| 1115年7月23日 （收國元年七月初一日）    | 完顏吳乞買 | 完顏撒改   | 完顏辭不失 | 完顏斜也   | （無）       | 新任命          | [ 2 ]    |
| 1115年10月16日 （收國元年九月二十七日） | 完顏吳乞買 | 完顏撒改   | 完顏辭不失 | 完顏斜也   | 完顏阿離合懣 | 新任命          | [ 3 ]    |
| 1119年 （天輔三年）                     | 完顏吳乞買 | 完顏撒改   | 完顏辭不失 | 完顏斜也   | （無）       | 阿離合懣死      | [ 19 ]   |
| 1121年7月4日 （天輔五年閏五月十八日）   | 完顏吳乞買 | （無）     | 完顏辭不失 | 完顏斜也   | （無）       | 撒改死          | [ 10 ]   |
| 1121年7月23日 （天輔五年六月初八日）    | 完顏吳乞買 | 完顏斜也   | 完顏辭不失 | 完顏蒲家奴 | 完顏宗翰     | 斜也升職 新任命 | [ 6 ]    |
| 1123年7月／8月 （天輔七年七月）         | 完顏吳乞買 | 完顏斜也   | （無）     | 完顏蒲家奴 | 完顏宗翰     | 辭不失死        | [ 20 ]   |
| 1123年9月27日 （天輔七年九月初六日）    | （無）     | 完顏斜也   | （無）     | 完顏蒲家奴 | 完顏宗翰     | 金太宗繼位      | [ 11 ]   |
| 1124年1月3日 （天會元年十二月十五日）   | 完顏斜也   | 完顏宗幹   | （無）     | 完顏蒲家奴 | 完顏宗翰     | 斜也升職 新任命 | [ 8 ]    |
| 1124年1月19日 （天會二年正月初一日）    | 完顏斜也   | 完顏宗幹   | 完顏謾都訶 | 完顏蒲家奴 | 完顏宗翰     | 新任命          | [ 23 ]   |
| 1125年4月8日 （天會三年三月初三日）     | 完顏斜也   | 完顏宗幹   | （無）     | 完顏蒲家奴 | 完顏宗翰     | 謾都訶死        | [ 24 ]   |
| 1130年10月25日 （天會八年九月二十二日） | （無）     | 完顏宗幹   | （無）     | 完顏蒲家奴 | 完顏宗翰     | 斜也死          | [ 22 ]   |

### 改制後
1132年4月26日（天會十年四月初九日），金太宗完顏吳乞買改置阿舍、昊、移賚勃極烈為左、右勃極烈。
| 日期                                              | 諳班勃極烈                   | 忽魯勃極烈                   | 左勃極烈                     | 右勃極烈                     | 具體更動情況    | 參考資料 |
| ------------------------------------------------- | ---------------------------- | ---------------------------- | ---------------------------- | ---------------------------- | --------------- | -------- |
| 1132年4月26日 （天會十年四月初九日）              | 完顏亶                       | 完顏宗磐                     | 完顏宗幹                     | 完顏宗翰                     | 宗幹降職 新任命 | [ 9 ]    |
| 1135年2月10日 （天會十三年正月二十六日）          | （無）                       | 完顏宗磐                     | 完顏宗幹                     | 完顏宗翰                     | 金熙宗繼位      | [ 26 ]   |
| 1135年5月5日 （天會十三年三月二十一日）           | （無）                       | 完顏宗磐                     | 完顏宗幹                     | （無）                       | 右勃極烈懸空    | [ 27 ]   |
| 不晚於 1135年12月／1136年1月 （天會十三年十一月） | （無）                       | （無）                       | 完顏宗幹                     | （無）                       | 忽魯勃極烈懸空  | [ 28 ]   |
| 不晚於 1136年4月17日 （天會十四年三月十五日）     | （無，勃極烈制度被完全廢除） | （無，勃極烈制度被完全廢除） | （無，勃極烈制度被完全廢除） | （無，勃極烈制度被完全廢除） | 左勃極烈懸空    | [ 5 ]    |

### 金史
- 蔑兒乞, 脱脱.  . 维基文库. 1345, 2.
- 蔑兒乞, 脱脱.  . 维基文库. 1345, 3.
- 蔑兒乞, 脱脱.  . 维基文库. 1345, 4.
- 蔑兒乞, 脱脱.  . 维基文库. 1345, 55.
- 蔑兒乞, 脱脱.  . 维基文库. 1345, 70.
- 蔑兒乞, 脱脱.  . 维基文库. 1345, 73.

### 現代文獻
- 吳, 蔚. . . 陕西人民出版社. 2009-04-01. ISBN 978-7-224-08779-6.
- 陳, 昭揚. . 歷史教育. 2014, (20)  [2023-10-14]. （原始内容存档于2023-10-14）.
- 程, 妮娜. . . 2022-05-12  [2023-10-14]. （原始内容存档于2023-10-13）.